# Babîn, Illinți
Babîn (în ucraineană Бабин) este localitatea de reședință a comunei Babîn din raionul Illinți, regiunea Vinnița, Ucraina.

## Demografie
Componența lingvistică a localității Babîn
     Ucraineană (98,88%)
     Rusă (1,12%)
Conform recensământului din 2001, majoritatea populației localității Babîn era vorbitoare de ucraineană (98,88%), existând în minoritate și vorbitori de rusă (1,12%).